# Berosus (månekrater)
Berosus er et nedslagskrater på Månen. Det befinder sig i den nordøstlige del af Månens forside og er opkaldt efter den babylonske forfatter og astronom Berosus fra Kaldæa (3. århundrede f.Kr.).
Navnet blev officielt tildelt af den Internationale Astronomiske Union (IAU) i 1970. 
På grund af dets placering ses Berosuskrateret i perspektivisk forkortning, når det betragtes fra Jorden.

## Omgivelser
Krateret ligger mindre end en kraterdiameter nordvest for Hahnkrateret. Længere mod øst-nordøst findes det store Gausskrater, og mod nord-nordvest ligger Bernoullikrateret.

## Karakteristika
Kraterranden er stort set cirkulær, men med nogen vinkling langs den østlige side. Den sydlige ende af krater er stærkt eroderet, og der er nogle småkratere langs den nordlige kraterrand. De indre vægge har terrasser langs de østlige og nordvestlige sider. Kraterbunden i Berosuskrateret er blevet "oversvømmet" af lava og er derfor jævn og næsten uden særlige landskabstræk.

## Satellitkratere
De kratere, som kaldes satellitter, er små kratere beliggende i eller nær hovedkrateret. Deres dannelse er sædvanligvis sket uafhængigt af dette, men de får samme navn som hovedkrateret med tilføjelse af et stort bogstav. På kort over Månen er det en konvention at identificere dem ved at placere dette bogstav på den side af satellitkraterets midte, som ligger nærmest hovedkrateret. Berosuskrateret har følgende satellitkratere:
| Berosus | Længde  | Bredde  | Diameter |
| ------- | ------- | ------- | -------- |
| A       | 33,1° N | 68,1° Ø | 12 km    |
| F       | 34,0° N | 66,6° Ø | 22 km    |
| K       | 32,1° N | 70,9° Ø | 6 km     |

## Måneatlas
- Billeder af Berosuskrateret i LPI-måneatlasset